# A State of Trance 2008
A State of Trance 2008 je pátá kompilace trancové hudby od různých autorů v sérii A State of Trance, kterou poskládal a zamixoval nizozemský DJ Armin van Buuren.

## Seznam skladeb
- Disk 1: On the Beach

1. Armin van Buuren feat. Jaren – Unforgivable (First State Remix) (6:22)
2. DJ Tatana – Spring Breeze (Martin Roth SummerStyle Remix) (4:53)
3. Mike Foyle – Bittersweet Nightshade (3:33)
4. M6 – Amazon Dawn (4:09)
5. Andy Moor – Fake Awake (The Blizzard Remix) (6:09)
6. Blake Jarrell – Punta Del Este (3:25)
7. Benya feat. Penny Nixon – Serendipity (4:46)
8. Ohmna – Satori Waterfalls (6:06)
9. Signalrunners feat. Julie Thompson – These Shoulders (Club Mix) (5:36)
10. Myon & Shane 54 feat. Carrie Skipper – Vampire (Club Mix) (6:46)
11. Julian Vincent – Certainty (Mark Otten Dub) (5:18)
12. Tenishia feat. Tiff Lacey – Burning From the Inside (Tenishia's Burning Dub) (5:59)
13. Mr. Sam feat. Claud9 – Cygnes (5:55)
14. Lange – Out of the Sky (Kyau & Albert Remix) (5:52)

- Disk 2: In the Club

1. Arnej feat. Josie – Strangers We've Become (Intro Tech Dub) (5:14)
2. Sunlounger feat. Zara – Lost (Club Mix) (7:13)
3. Offer Nissim – For Your Love (Sied van Riel Remix) (3:51)
4. Ilya Soloviev & Paul Miller – Lover Summer (Orjan Nilsen Remix) (7:40)
5. Markus Schulz – The New World (3:48)
6. Robert Nickson & Daniel Kandi – Rewire (4:56)
7. Giuseppe Ottaviani – No More Alone (3:58)
8. The Thrillseekers feat. Fisher – The Last Time (Simon Bostock Remix) (3:55)
9. Stoneface & Terminal – Blueprint (Club Mix) (5:55)
10. DJ Shah feat. Adrina Thorpe – Back to You (Aly & Fila Remix) (6:31)
11. Andy Blueman – Time to Rest (Live Guitar by Eller van Buuren) (6:09)
12. Thomas Bronzwaer – Certitude (3:43)
13. 8 Wonders – The Return (6:02)
14. Jochen Miller – Lost Connection (1:51)
15. Armin van Buuren feat. Sharon Den Adel – In and Out of Love (Richard Durand Remix) (4:02)